# Jett Howard
Pour les articles homonymes, voir Howard.
Jett Howard, né le  14 septembre 2003 à Chicago en Illinois, est un joueur américain de basket-ball évoluant au poste d'ailier.

## Biographie

### Carrière universitaire
Entre 2022 et 2023, il joue pour les Wolverines du Michigan à l'université du Michigan, sous le coaching de son père, Juwan Howard.

### Carrière professionnelle

#### Saison 2023-2024
Jett Howard est sélectionné en 11ᵉ position de la Draft 2023 de la NBA par le Magic d'Orlando. Son profil de scoreur polyvalent et son adresse extérieure suscitent de nombreuses attentes, mais son adaptation au niveau NBA s'avère plus difficile que prévu. Dès ses premiers matchs, il peine à s'imposer dans la rotation du Magic en raison d'une concurrence importante sur les postes extérieurs et d'un manque d'impact défensif. Son temps de jeu reste limité au cours des premières semaines de la saison 2023-2024, ce qui pousse la franchise floridienne à l'envoyer en NBA G League afin qu'il puisse accumuler de l'expérience et du temps de jeu,.  
Affecté aux Magic d'Osceola, l'équipe affiliée au Magic d'Orlando en G-League, le 20 novembre 2023, il joue son premier match à l'échelon inférieur le 22 du même mois et marque 34 points. En G-League, Howard parvient rapidement à se mettre en valeur grâce à ses qualités offensives. Son tir extérieur s'impose comme son principal atout, et il affiche une belle efficacité derrière la ligne à trois points, ce qui conforte le Magic dans l'idée qu'il peut être une solution à long terme pour apporter du spacing à l'effectif. En parallèle, il profite de ce passage en ligue de développement pour travailler sur d'autres aspects de son jeu, notamment la défense et la prise de décision, qui constituaient des points faibles identifiés avant son arrivée en NBA,. Il fait plusieurs passages en G-League au cours de la saison 2023-2024 et y jouera un total de 33 matchs (pour 18 entrées en jeu en NBA). 
Lorsqu'il est rappelé en NBA, Howard montre des progrès notables, notamment dans sa gestion du jeu et son engagement défensif. Son positionnement sur le terrain s'améliore, et il gagne en confiance au fil des matchs, réussissant à inscrire plusieurs performances marquantes en sortie de banc. Si son impact reste encore irrégulier, son évolution est perçue positivement par le staff du Magic d'Orlando, qui apprécie son éthique de travail et son sérieux dans son développement. Au-delà de son apport immédiat, les dirigeants de la franchise voient en lui un projet à moyen terme et espèrent qu'il pourra devenir une option offensive fiable dans les saisons à venir,.  
Statistiquement, sa première saison en NBA reste modeste, mais elle montre des signes d'amélioration progressive. Ses moyennes de points et d'adresse aux tirs connaissent une hausse entre le début et la fin de saison, et son apport devient plus constant à mesure qu'il s'intègre au système de jeu du Magic. Il termine la saison 2023-2024 avec un rôle encore limité mais des perspectives intéressantes pour l'avenir. À l'issue de cette première année, il met l'accent sur le travail physique afin d'améliorer sa capacité à encaisser les contacts et à mieux défendre sur les joueurs extérieurs plus physiques, un aspect qui pourrait lui permettre de gagner davantage de minutes dans la rotation de son équipe lors de la saison suivante.  
Son évolution est suivie avec attention par les observateurs, certains analystes estimant qu'il pourrait devenir un atout précieux pour le Magic d'Orlando s'il parvient à combler ses lacunes défensives et à gagner en régularité dans son jeu offensif. Plusieurs experts soulignent que son développement dans les deux prochaines années sera décisif pour déterminer son avenir en NBA, et que son potentiel offensif peut faire de lui un élément clé dans l'effectif s'il parvient à s'imposer comme un shooteur fiable sur le long terme,.

### Saison 2024-2025
Pour sa deuxième saison en NBA, Jett Howard s'affirme davantage au sein de la rotation du Magic d'Orlando. Utilisé principalement en sortie de banc, il dispute 43 matchs pour une moyenne de 10,9 minutes par rencontre, compilant 4,5 points à 37,8 % au tir, 1,2 rebond et 0,6 passe décisive. Le 5 janvier 2025, profitant de l'absence de plusieurs titulaires, il réalise son meilleur match en carrière avec 21 points face au Jazz de l'Utah. Cette performance confirme son potentiel offensif, bien que son temps de jeu reste limité en raison de la concurrence sur les postes extérieurs.

## Palmarès

### Lycée
- Jordan Brand Classic en 2022

### Universitaire
- Third-team All-Big Ten – Coaches en 2023
- Big Ten All-Freshman Team en 2023

## Statistiques

### Universitaires
| Saison    | Équipe   | Matchs | Titul. | Min./m | % Tir | % 3pts | % LF | Rbds/m. | Pass/m. | Int/m. | Ctr/m. | Pts/m. |
| --------- | -------- | ------ | ------ | ------ | ----- | ------ | ---- | ------- | ------- | ------ | ------ | ------ |
| 2022-2023 | Michigan | 29     | 28     | 31,7   | 41,4  | 36,8   | 80,0 | 2,83    | 2,03    | 0,41   | 0,66   | 14,21  |
| Carrière  | Carrière | 29     | 28     | 31,7   | 41,4  | 36,8   | 80,0 | 2,83    | 2,03    | 0,41   | 0,66   | 14,21  |

### NBA
| Saison    | Équipe          | Matchs | Titul. | Min./m | % Tir | % 3pts | % LF | Rbds/m. | Pass/m. | Int/m. | Ctr/m. | Pts/m. |
| --------- | --------------- | ------ | ------ | ------ | ----- | ------ | ---- | ------- | ------- | ------ | ------ | ------ |
| 2023–2024 | Magic d'Orlando | 18     | 0      | 3,7    | 33,3  | 28,0   | 50,0 | 0,4     | 0,3     | 0,1    | 0,0    | 1,6    |
| 2024–2025 | Magic d'Orlando | 60     | 0      | 11,7   | 37,4  | 29,6   | 69,6 | 1,2     | 0,7     | 0,2    | 0,2    | 4,5    |
| Total     | Total           | 78     | 0      | 9,8    | 37,0  | 29,4   | 66,7 | 1,0     | 0,6     | 0,2    | 0,2    | 3,8    |